# Warszawice (gmina)
Warszawice (daw. Warszewice/Warszowice) – dawna gmina wiejska istniejąca w latach 1868–1939 w guberni siedleckiej i woj. lubelskim. Siedzibą władz gminy były Warszawice.
Gmina została utworzona w 1868 roku, za Królestwa Polskiego. Na mocy postanowienia Komitetu Urzędującego Królestwa Polskiego z dnia 17 stycznia 1867 roku gmina Warszawice weszła w skład powiatu garwolińskiego guberni siedleckiej. Gmina należała do sądu gminnego okręgu II w Sobieniach-Jeziorch. W skład gminy wchodziły: Brzezinki, Całowanie, Dziecinów, Kosumce, Ostrówki, Potok, Podbiała, Radwanków, Radwankowska-Kępa, Regut, Sobienie-Biskupie, Tabor, Warszawice, Warszówka i Zapol. Miała 12718 mórg obszaru i liczyła 3403 mieszkańców. 
Była to najdalej na zachód wysunięta gmina guberni siedleckiej.
W 1919 roku gmina weszła w skład w woj. lubelskiego. Od 1933 roku rady gminne ustanowione zostały jako organy stanowiące i kontrolujące a zarządy gminne zostały ustanowione jako organ zarządzający i wykonawczy. 
Gminę zniesiono z dniem 31 marca 1939 roku, a jej obszar włączono w skład gminy Sobienie-Jeziory oraz gminy Osieck.